# Leptomydas rufipes
Leptomydas rufipes är en tvåvingeart som först beskrevs av John Obadiah Westwood 1841.  Leptomydas rufipes ingår i släktet Leptomydas och familjen Mydidae. Inga underarter finns listade i Catalogue of Life.